# Newcastle International Airport
Newcastle International Airport är en flygplats i Newcastle upon Tyne i Storbritannien. Den ligger i grevskapet Tyne and Wear och riksdelen England, i den centrala delen av landet, 400 km norr om huvudstaden London. Newcastle International Airport ligger 81 meter över havet.
Terrängen runt Newcastle International Airport är platt, och sluttar österut. Runt Newcastle International Airport är det mycket tätbefolkat, med 1 313 invånare per kvadratkilometer. Närmaste större samhälle är Newcastle upon Tyne, 8,7 km sydost om Newcastle International Airport. Runt Newcastle International Airport är det i huvudsak tätbebyggt.